# Strawberry Chapel and Childsbury Town Site

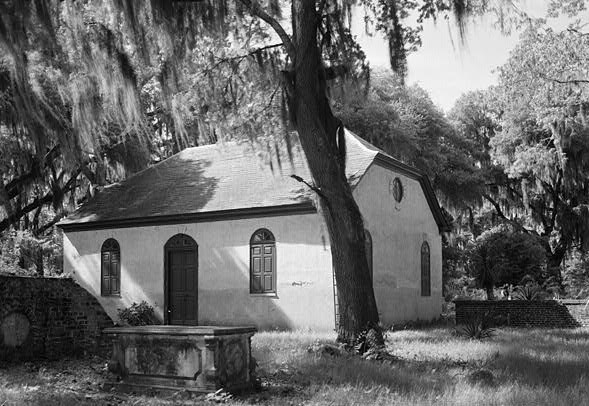
Strawberry Chapel bei Moncks Corner, South Carolina

Strawberry Chapel ist eine parochiale Filialkirche im unteren Teil von St. John’s im Berkeley County in South Carolina, die 1725 erbaut wurde. Sie befindet sich an der Strawberry Chapel Road zwischen dem South Carolina State Highway 8–44 und dem westlichen Arm des Cooper Rivers. Die Town of Childsbury war eine New Town an dieser Stelle, die 1707 besiedelt wurde, aber nicht mehr besteht. Die Kirche und die Stätte der früheren Stadt wurde am 26. April 1972 dem National Register of Historic Places hinzugefügt. Die Stätte der Town ist eine South Carolina Heritage Preserve.

## Geschichte
James Child, ein Englischer Siedler, erhielt ein rund 480 Hektar großes Landstück am Strawberry Bluff, das den Cooper River überragte. Dieses Land befand sich an der Fall Line an dem Punkt, bis zu dem flussaufwärts fahrende Schiffe fahren konnten. Er richtete an der Stelle eine Fähre ein und plante die Errichtung der Stadt Childsbury oberhalb des Flusses auf den Klippen. Irgendwann gab es in der Stadt ein Gasthaus, eine Schule, eine Kapelle, einen Laden und die Fähre. Ein Gerber, ein Fleischer, ein Schuhmacher und Zimmerleute betrieben ihre Geschäfte. Aufgrund des Wachstums nahegelegener Plantagen verlor die Stadt jedoch an Bedeutung. Die Kapelle und das Gasthaus wurden 1750 noch genutzt, auch Märkte wurden bis in die Mitte der 1750 noch abgehalten.
Die Kapelle gehörte zur Pfarrgemeinde St. John’s in Berkeley. Die Pfarrkirche war damals Biggin Church, etwa 15 km entfernt. Die Kirche hatte die Befugnis, Neugeborene zu taufen und die Toten zu begraben.
1825 wurde Biggin Church durch die die Strawberry Chapel ersetzt.

## Stadtplan
Die Stadt sollte vierundzwanzig Straßenblöcke auf dem Strawberry Bluff umfassen. Im Zentrum war ein Marktplatz, es sollte jedoch noch zwei weitere Plätze geben, Child’s Square und Dixe’s Square. Es war vorgesehen, dass die Straßen 66 Fuß (rund 20 m) breit waren.
Grundstücke für ein College, eine öffentliche Schule, eine Kirche und einen Priester waren vorgesehen. Außerdem hatte Child in seinem Plan 600 Acre (rund 240 Hektar) Land für Farmen und Viehzucht ausgewiesen, sowie 100 Acre (rund 40 Hektar) für eine Zitadelle eingeplant. Eine Zeichnung seines Plans wurde veröffentlicht.

## Architektur der Kapelle
Die Kapelle ist ein einfaches, rechteckiges Bauwerk aus verputzten Backsteinen. Sie hat ein Schopfwalmdach. Die nach Süden gerichtete Fassade hat eine doppelte Eingangstüre mit einem Kämpferfenster darüber. Mit Läden verschließbare Fenster befinden sich auf beiden Seiten dieser Türe. Am westlichen Ende der Kirche gibt es eine einzelne Türe, die von einem Fensterpaar flankiert wird. Darüber ist eine dekorative Fensterrosette eingebaut. Von der Nordseite ragt hinter dem Altar ein kleiner Vorraum heraus, der als Sakristei dient.
Eine Gedenktafel an einen der früheren Gemeindepfarrer wurde von der Biggin Church in die Strawberry Chapel versetzt. Das silberne Kommunionbesteck der Biggin Church, das am Ende des Sezessionskrieges versteckt wurde, fand man 1947 in einem Schuppen der Combahee Plantation vergraben. Es befindet sich heute in der Strawberry Chapel.
1882 wurde eine neue Kapelle im nicht weit entfernten Cordesville errichtet. Strawberry Chapel selbst wurde 1913 ausgebessert.
Die Kirche ist von einem Friedhof umgeben.